# Фаленопсис бурий
Фаленопсис бурий (лат. Phalaenopsis fasciata) — епіфітна трав'яниста рослина  родини орхідних (Orchidaceae).
Вид не має усталеної української назви, в україномовних джерелах зазвичай використовується наукова назва Phalaenopsis fasciata.
Англійська назва — The Striped Flower Phalaenopsis.

## Синоніми
За даними  Королівських ботанічних садів в К'ю:
- Phalaenopsis fasciata f. Flava Valmayor & D. Tiu in HLValmayor 1984
- Polychilos fasciata (Rchb.f.) Shim 1982

## Біологічний опис
Моноподіальний епіфіт. Стебло укорочене, приховане основами листя. Листя темно-зелене, овальне, 15-30 см в довжину, 6-8 см завширшки.
Квітконіс багаторічний, розгалужених, метельчатий, довжиною до 25 см.
Квіти зірчастої форми, близько 5 см в діаметрі, воскові, ароматні (запах зелених яблук ). Основний колір пелюсток — різні відтінки жовтого та помаранчевого з зеленуватим відтінком. Горизонтальні смужки червоно-коричневі. Губа біла з рожевим, червоним або оранжевим плямою.
Колонка м'ясиста, дугоподібна.

## Ареал, екологічні особливості
Філіппіни. 
 На стовбурах і гілках дерев у вологих тропічних лісах на висотах до 450 метрів над рівнем моря 
Відноситься до числа видів, що охороняються (II додаток CITES)
Клімат на Філіппінах, на рівні моря в районі Маніли

Температура повітря не має великих сезонних змін: вдень 28-33°С, ніч 19-24°С. 
 Відносна вологість повітря 80-82%. 
 Сухий сезон з грудня по квітень, середньомісячне випадання опадів 10-90 мм. Вологий сезон з травня по листопад, середньомісячне випадання опадів 120—410 мм.

## Історія опису
Описано Генріхом Райхенбахом в 1882 р.

## У культурі
Температурна група — тепла.
Вимоги до освітлення: 1000—1200 FC, 10760-12912 lx.
Додаткова інформація про агротехніку у статті Фаленопсис.
Вид активно використовується в гібридизації.

## Деякі первиннігібриди
За даними сайту phals.net [Архівовано 26 жовтня 2011 у Wayback Machine.]
- Apricot Glow -fasciata×equestris (Fredk. L. Thornton) 1979
- Billie Lawson -bastianii×fasciata (Dr Henry M Wallbrunn) 1986
- Fascilina -bellina×fasciata (Alain Brochart) 2003
- Golden Jubilee -cochlearis×fasciata (Irene Dobkin) 1975
- Golden Pride -amboinensis×fasciata (Irene Dobkin) 1975
- Golden Princess -fasciata×venosa (David Lim) 1985
- Kathy Kornahrens -sumatrana×fasciata (Fort Caroline Orchids Inc. (Dr Henry Wallbrunn)) 1973
- Little Girl -fasciata×cornu-cervi (Mrs Helen Webb (Fredk. L. Thornton)) 1974
- Little Mac -maculata×fasciata (Herb Hager Orchids) 1978
- Margret Lippold -stuartiana×fasciata (P. Lippold) 2003
- Mirth -fuscata×fasciata (Herb Hager Orchids) 1977
- Norman -fasciata×violacea (Chas L Beard) 1969
- Reichentea -fasciata×gigantea (WWG Moir) 1975
- Sakura Shower -amabilis×fasciata (Mukaishima Orch. Center) 2006
- Sanderfas -fasciata×sanderiana (Luc Vincent) 2004
- Spica -fasciata×lueddemanniana (W Vernon Osgood (LB Kuhn)) 1969
- Tigress -mariae×fasciata (Lynn M. Dewey) 1970
- Timmons -fasciata×inscriptiosinensis (T. Brown (Atmo Kolopaking)) 1984
- Yardstick -fasciata×hieroglyphica (Beard) 1969